# LV-5112
La LV-5112 és una carretera antigament anomenada veïnal, actualment gestionada per la Diputació de Lleida. La L correspon a la demarcació provincial de Lleida, i la V a la seva antiga consideració de veïnal.
És una carretera del Pallars Jussà, de la xarxa local de Catalunya, d'1,75 quilòmetres de llargària, que té l'origen a la C-1412b, en terme d'Isona i Conca Dellà, prop de Figuerola d'Orcau i el destí final en el poble d'Orcau.
Trepitja un sol terme municipal, el d'Isona i Conca Dellà, antigament primer recorria part del terme de Figuerola d'Orcau, i després una part important del d'Orcau i mena únicament al poble d'Orcau.
Tot just en el seu primer quilòmetre de recorregut travessa el riu d'Abella, i al cap d'un quilòmetre passa per damunt del barranc de la Collada, i ja no torna a travessar cap curs d'aigua, atès que fa la major part del seu recorregut per carenes o enfilant-se pel coster d'Orcau.
En 4,8 quilòmetres de recorregut puja 222,7 m.

## Estadístiques del trànsit
- Any 2003: LV-5112[Enllaç no actiu] PDF
- Any 2004: LV-5112 Arxivat 2010-04-05 a Wayback Machine. PDF
- Any 2005: LV-5112 Arxivat 2010-04-05 a Wayback Machine. PDF
- Any 2006: LV-5112 Arxivat 2010-04-05 a Wayback Machine. PDF
- Any 2007: LV-5112 Arxivat 2010-04-05 a Wayback Machine. PDF
- Any 2008: LV-5112 Arxivat 2010-04-04 a Wayback Machine. PDF.